# Südlicher Torsteingletscher
Der Südliche Torsteingletscher ist ein stark schuttbedeckter Klein- bzw. Kleinstgletscher im Salzburger Anteil des Dachsteinmassivs, aufgrund der geringen Aktivität, Größe und des Schuttanteils kann man allerdings nur mehr von einem Gletscherfleck bzw. Firnfeld sprechen.

## Historische Gletscherstände und Rückzugsphasen
Zur Zeit des Gletscherhochstandes von 1850 dürfte es eine geschlossene Schnee- bzw. Firndecke an der Nordabdachung des Torsteins bis hin zum tief eingebetteten Windlegerkar gegeben haben, Friedrich Simony spricht sogar noch 1884 von einem gemeinsamen Thorsteingletscher.
Die Beobachtung eines rechten Uferwalls des Südlichen Torsteingletschers und einer linken Seitenmoräne des Nördlichen Torsteingletschers legen allerdings die Vermutung nahe, dass die beiden Torsteingletscher auch beim Hochstand von 1850 nur durch Schnee bzw. Firn und nicht durch ein gemeinsames Nährgebiet verbunden waren. Ende der 1880er Jahre mehrten sich jedenfalls die Anzeichen, dass im Windlegerkar noch ein kleiner Gletscher, der Südliche Torsteingletscher, als selbständiges Eisfeld zu betrachten ist.
Die Lokalisierung von Stirnmoränen aus der Zeit des Hochstandes von 1850 ist im Gelände nur sehr bedingt möglich, da das Moränenmaterial stark verrutscht ist. Nach Erik Arnberger lag der Gletscherrand ehemals dort, wo sich der Steig von der Windlegerscharte gegen den Sulzenhalsweg plötzlich steil nach abwärts wendet.